# Région du Sud-Est (Macédoine du Nord)
Pour les articles homonymes, voir Région du Sud-Est.
La Région du Sud-Est (en macédonien : Југоисточен регион) est une des huit régions statistiques de la Macédoine du Nord. Elle est frontalière de la Bulgarie et de la Grèce.

## Communes
La région du Sud-Est regroupe dix communes :
- Bogdanci
- Bosilovo
- Dojran
- Gevgelija
- Konče
- Novo Selo
- Radoviš
- Strumica
- Valandovo
- Vasilevo

## Démographie

### Population
Selon le recensement de 2002, la Région du Sud-Est compte 171 416 habitants.
| Année | Population | Évolution |
| ----- | ---------- | --------- |
| 1994  | 167,941    | N/A       |
| 2002  | 171,416    | +3.13%    |